# Habitatge al carrer Sant Pau, 9 (Santa Perpètua de Mogoda)
L'Habitatge al carrer Sant Pau, 9 és una obra de Santa Perpètua de Mogoda (Vallès Occidental) inclosa a l'Inventari del Patrimoni Arquitectònic de Catalunya.

## Descripció
És una casa aïllada amb caràcter de ruralia formada per planta baixa i un pis en el qual, hi ha una obertura amb balcó. L'edifici està tancat per un ràfec que sobresurt poc, que deuria fer de recollidor d'aigües. El material de construcció són còdols i totxos i la façana principal està arrebossada.